# 金贸产业园站
金贸产业园站是一个位于中国天津市河东区砖瓦厂路，属于天津地铁10号线的地铁车站。

## 車站出口
金贸产业园站共设3个出口，各出口及周围设施如下所示：
|              |      |                |                  |
| 出口编号     | 照片 | 地点           | 可到达目的地     |
| 出口 · B · 1 |      | 砖瓦厂路东侧   | 中国能源建设集团 |
| 出口 · B · 2 |      | 砖瓦厂路东北侧 | 龙峰嘉园         |
| 出口 · D     |      | 砖瓦厂路西侧   | 安吉花园         |